# Via Ghibellina (cammino)
La Via Ghibellina è un'antica strada e un percorso escursionistico che collega Firenze con Poppi e prosegue fino al santuario della Verna: anticamente era percorsa da truppe in difesa di Firenze e dai pellegrini verso il santuario francescano; viene ancora percorsa dai pellegrini e dai praticanti del trekking.

## Storia
Non si conosce con certezza la data di costruzione di quella che poi prenderà il nome di Via Ghibellina: di certo esisteva già in epoca romana così come dimostrato da alcuni tratti lastricati, ma non è da escludere che potesse esistere già prima.
Di certo la strada divenne fondamentale dalla metà del XIII secolo: Firenze, che non aveva un esercito proprio e si affidava alle truppe provenienti dai paesi vicini, in questo caso dal castello dei Conti Guidi a Poppi, utilizzò la strada sia per far arrivare più  velocemente le truppe in città, sia perché priva di gabelle. Dai conti Guidi inoltre la strada sembra prendere il nome, in quanto questi erano soliti chiamarla appunto Via Ghibellina. La via veniva anche percorsa da numerosi pellegrini, in quanto, naturale prosecuzione della Via degli Dei, che collegava Bologna a Firenze, giungeva fino al santuario della Verna, passando per l'abbazia di Vallombrosa: lungo il suo percorso sorsero numeri spedali per il ricovero dei pellegrini.

## Descrizione
La strada che si presenta sia lastricata, sia in terra battuta, sia in alcuni tratti asfaltata, ha una lunghezza di circa 60 km da Firenze a Poppi, a cui se ne aggiungono altri 20 per giungere al santuario della Verna. Partendo da Firenze e salendo per le colline di Bagno a Ripoli, si giunge allo Spedale del Bigallo.
Si sale fino ad arrivare a Montecucco per poi scendere e giungere ai resti del Monasteraccio, una struttura divisa in celle, oratorio e cimitero dove dal 1276 venivano ospitate donne senza alcuna regola. Proseguendo si arriva, dopo essere passati per la pieve di San Leolino, prima a Rignano sull'Arno, che aveva uno spedale in uso fino al XVIII secolo e dedicato ai santi Filippo e Giacomo, poi alla pieve di San Pietro a Pitiana, e, dopo una salita di 6 km, all'abbazia di Vallombrosa. Si costeggia il torrente Scheggia e si raggiunge Pieve Molino e quindi Montemignaio: qui erano presenti due spedali, uno dedicato a san Benedetto, l'altro alla Madonna delle Nevi. Attraversato il ponte medievale si prosegue fino a Pagliericcio su una strada lastricata: nei pressi del fiume Solano è possibile scorgere il Mulino Grifoni, risalente al 1696 e ancora funzionante.
Tramite una strada asfaltata si giunge a Strada in Casentino, con il castello di San Niccolò, poi a Capolona con la pieve di San Martino Sopr'Arno, e, dopo aver guadato il Solano, a Strumi, dove sorge la chiesa di San Fedele, che era obbligata a dare cibo a dieci pellegrini al giorno: infine si arriva a Poppi con castello dei Conti Guidi. La strada prosegue poi verso il santuario della Verna, passando per Bibbiena e il santuario di Santa Maria del Sasso.

## Segnaletica

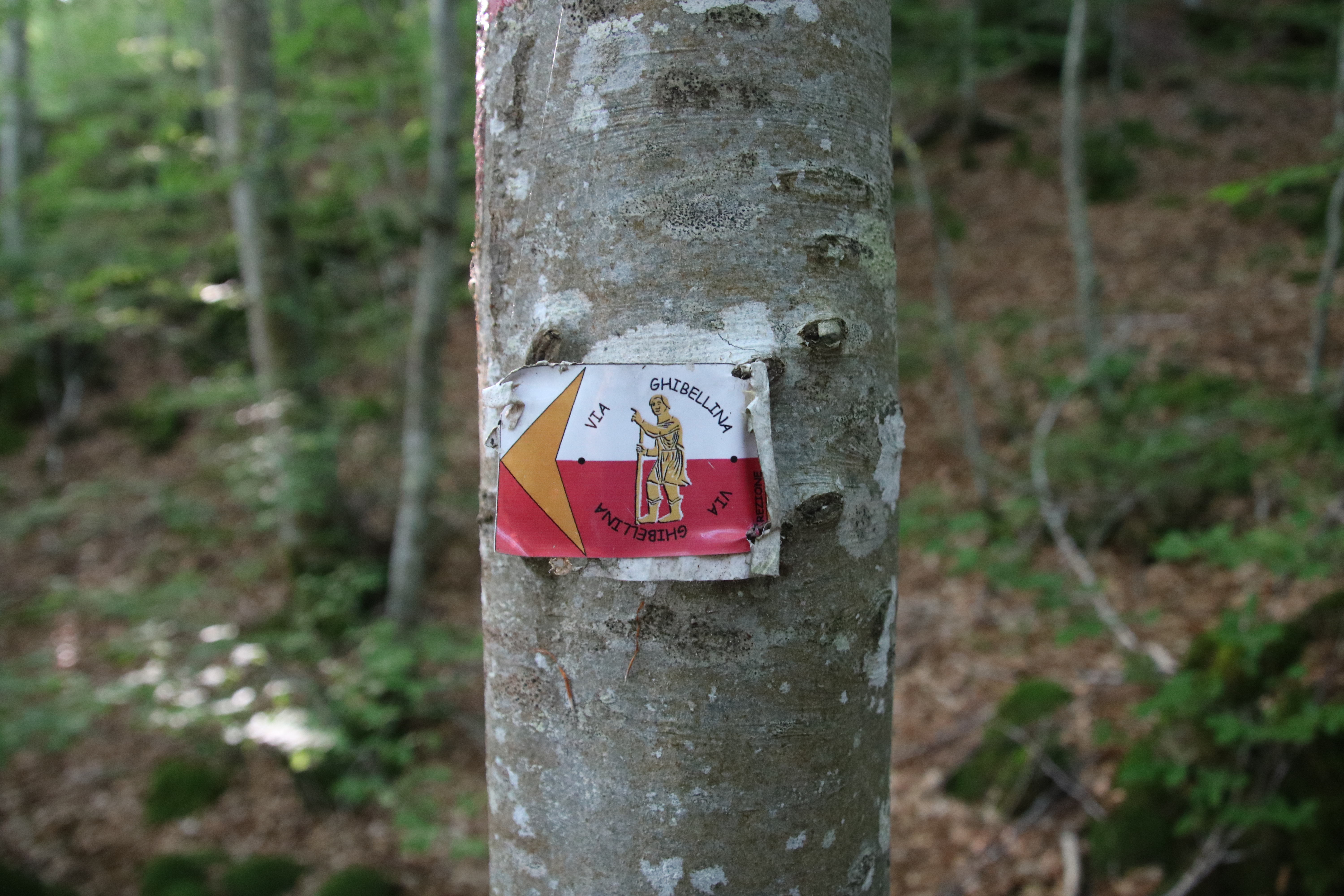
Segnaletica adesiva
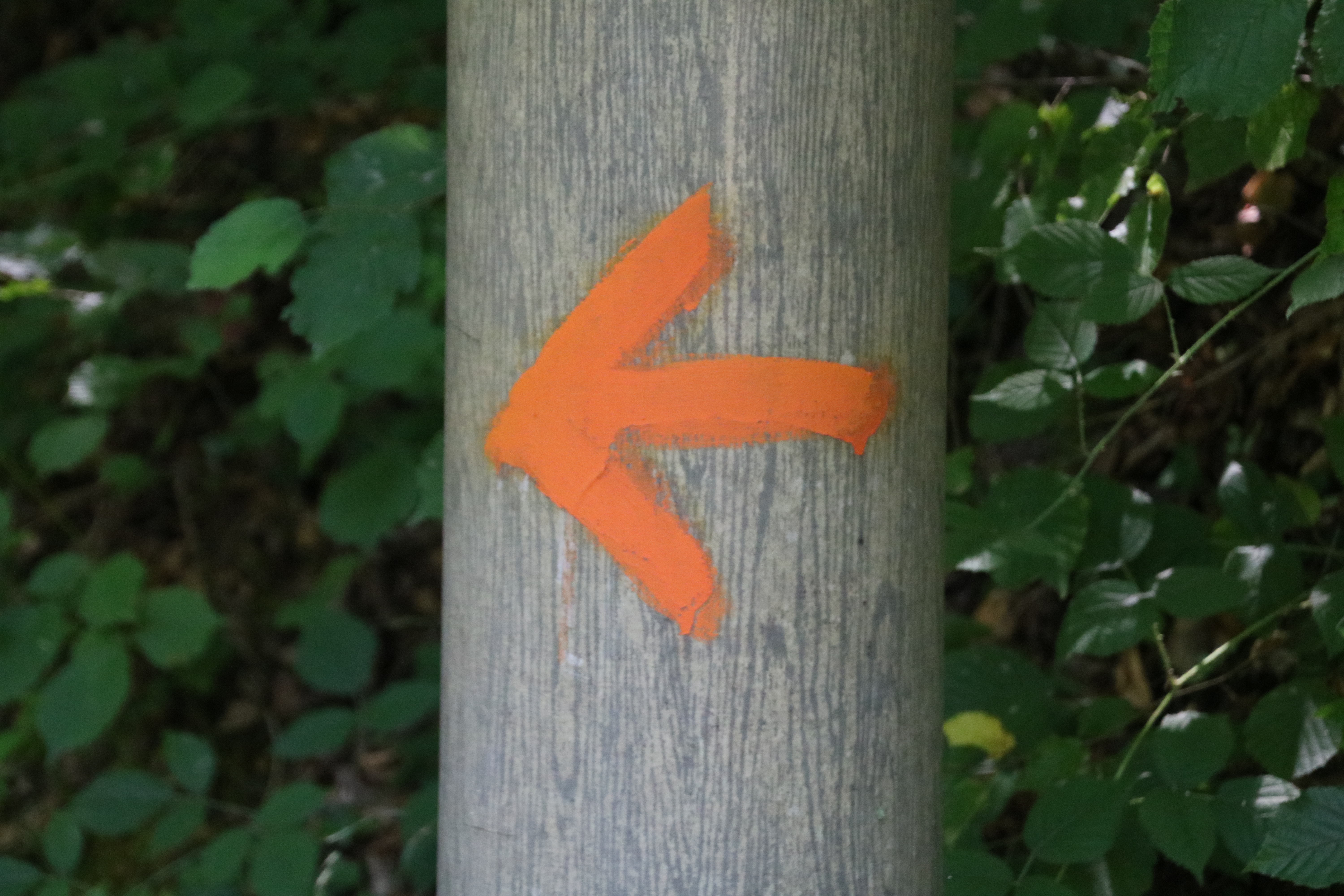
L'itinerario è segnato con frecce arancioni